# أولا ديبواد-اولسن
أولا ديبواد-اولسن (بالبوكمول: Ola Dybwad-Olsen) هو لاعب كرة قدم نرويجي في مركز الهجوم، ولد في 4 أغسطس 1946 في أوسلو في النرويج. شارك مع منتخب النرويج تحت 19 سنة لكرة القدم ومنتخب النرويج تحت 21 سنة لكرة القدم ومنتخب النرويج لكرة القدم. أما مع النوادي، فقد لعب مع نادي ستابك ونادي لين.

## وصلات خارجية
- أولا ديبواد-اولسن على موقع الاتحاد الأوربي (الإنجليزية)
- أولا ديبواد-اولسن على موقع اتحاد النرويج (النرويجية)
- أولا ديبواد-اولسن على موقع قاعدة بيانات كرة القدم.إي يو (الإنجليزية)
- أولا ديبواد-اولسن على موقع ناشيونال فوتبول تيمز (الإنجليزية)
- أولا ديبواد-اولسن على موقع عالم كرة القدم.نت (الإنجليزية)